# Jean-Baptiste Le Moyne
Jean-Baptiste Lemoyne o Moyne (Aimet, Dordonya, 3 d'abril de 1751 – París, 30 de desembre de 1796) fou un compositor i director d'òperes francès.
Va fer els primers estudis musicals de la mà del seu oncle el qual era mestre de capella de la catedral del Perigord, i després viatjà per Alemanya i Polònia al front d'una companyia lírica francesa amb la qual va fer debutar la jove cantant Antoinette Saint-Huberty, ensems que es donava a conèixer per un Chant d'orage. Fou un imitador molt dolent de Gluck, i després de Piccinni i, finalment de l'escola francesa.
Va escriure les òperes següents:
- Le bouquet de Colette i Electre (1782);
- Phédre (1786);
- Les Prétendrus i Nephté (1789);
- Les Pommiers eet le Moulin, Louis IX en Egypte i Elfrida (1792);
- Milthiade à Maratow (1793);
- Tonte la Grèce (1794);
- Le petit batelier, Le compère Luc i Le mensonge officieux (1795).